# Казахстан на Светском првенству у атлетици на отвореном 2011.
Казахстан је на 13. Светском првенству у атлетици на отвореном 2011. одржаном у Тегу од 27. августа до 4. септембра, учествовао десети пут, односно учествовао је под данашњим именом на свим првенствима од 1993. до данас. Репрезентацију Казахстана је представљало 14 такмичара (2 мушкарца и 12 жена) који су се такмичили у 9 (2 мушкe и 7 женских) дисциплина. , 
На овом првенству Казахстан је по броју освојених медаља делио 24. место са једном освојеном медаљом (сребрна).  У табели успешности према броју и пласману такмичара који су учествовали у финалним такмичењима (првих 8 такмичара) Казахстан је са 1 учесником у финалу делиo 41. место са 7 бодова.

## Учесници
| Мушкарци: - Јевгени Јектов — Троскок - Дмитриј Карпов — Десетобој | Жене: - Олга Блудова — 100 м - Викторија Зјабкина — 200 м - Маргарита Мацко — 800 м - Наталија Ивонинскаја — 100 м препоне - Анастасија Сопрунова — 100 м препоне - Александра Кузина — Штафета 4 х 400 метара - Викторија Јаловцева — Штафета 4 х 400 метара - Марина Масленко — Штафета 4 х 400 метара - Татјана Хаџумурадова — Штафета 4 х 400 метара - Марина Аитова — Скок увис - Олга Рипакова — Троскок - Ирина Литвињенко — Троскок |  |

## Освајачи медаља (1)

### Сребрна (1)
- Олга Рипакова — Троскок

## Резултати

### Мушкарци
| Атлетичар      | Дисциплина | Лични рекорд | Квалификације | Квалификације | Полуфинале | Полуфинале | Финале               | Финале               | Детаљи |
| Атлетичар      | Дисциплина | Лични рекорд | Резултат      | Место         | Резултат   | Место      | Резултат             | Место                | Детаљи |
| -------------- | ---------- | ------------ | ------------- | ------------- | ---------- | ---------- | -------------------- | -------------------- | ------ |
| Јевгени Јектов | Троскок    | 17,20        | Без пласмана  | Без пласмана  |            |            | Није се квалификовао | Није се квалификовао |        |

#### Десетобој
| Дисциплина    | Дмитриј Карпов | Дмитриј Карпов | Дмитриј Карпов | Дмитриј Карпов | Дмитриј Карпов | Дмитриј Карпов |
| Дисциплина    | Лич. рек.      | Резултат       | Бод.           | Плас.          | Укупно         | Плас.          |
| ------------- | -------------- | -------------- | -------------- | -------------- | -------------- | -------------- |
| 100 м         | 10,69          | 11,24          | 808            | 25.            |                |                |
| Скок удаљ     | 8,05           | 6,80           | 767            | 25.            | 1.610          | 24.            |
| Бацање кугле  | 16,95          | 15,69          | 832            | 5.             | 2.421          | 22.            |
| Скок увис     | 2,12           | 1,93           | 740            | 24.            | 3.161          | 24.            |
| 400 м         | 46,81          | 52,01          | 724            | 27.            | 3.885          | 25.            |
| 110 м препоне | 13,93          | 14,64 ЛРС      | 894            | 13.            | 4.779          | 25.            |
| Бацање диска  | 52,80          | 47,10          | 810            | 7.             | 5.589          | 23.            |
| Скок мотком   | 5,30           | 4,80           | 849            | 11.            | 6.438          | 19.            |
| Бацање копља  | 60,31          | 46,91          | 543            | 22.            | 6.981          | 21.            |
| 1.500 м       | 4:32,34        | 4:58,41        | 569            | 20.            |                |                |
| Десетобој     | 8.725 НР       |                |                |                | 7.550          | 21 / 23 (30)   |

### Жене
| Атлетичарка          | Дисциплина    | Лични рекорд | Квалификације      | Квалификације      | Полуфинале            | Полуфинале            | Финале                | Финале                | Детаљи |
| Атлетичарка          | Дисциплина    | Лични рекорд | Резултат           | Место              | Резултат              | Место                 | Резултат              | Место                 | Детаљи |
| -------------------- | ------------- | ------------ | ------------------ | ------------------ | --------------------- | --------------------- | --------------------- | --------------------- | ------ |
| Олга Блудова         | 100 м         | 11,37        | 11,63              | 5. у гр. 5         | Нису се квалификовале | Нису се квалификовале | Нису се квалификовале | 37 / 71 (73)          |        |
| Викторија Зјабкина   | 200 м         | 23,26        | 24,09              | 6. у гр. 2         | Нису се квалификовале | Нису се квалификовале | Нису се квалификовале | 31 / 38 (40)          |        |
| Маргарита Мацко      | 800 м         | 2:00,29      | 2:04,24            | 7. у гр. 4         | Нису се квалификовале | Нису се квалификовале | Нису се квалификовале | 28 / 32 (36)          |        |
| Наталија Ивонинскаја | 100 м препоне | 12,82        | 12,96 КВ           | 4. у гр. 1         | 12,96                 | 6. у гр. 2            | Није се квалификовала | 15 / 36 (37)          |        |
| Анастасија Сопрунова | 100 м препоне | 12,99        | 13,43              | 6. у гр. 5         | Није се квалификовала | Није се квалификовала | Није се квалификовала | 30 / 38 (39)          |        |
| Александра Кузина    | 4 х 400 м     | 3:30,03 НР   | Нису завршиле трку | Нису завршиле трку |                       |                       | Није се квалификовала | Није се квалификовала |        |
| Викторија Јаловцева  | 4 х 400 м     | 3:30,03 НР   | Нису завршиле трку | Нису завршиле трку |                       |                       | Није се квалификовала | Није се квалификовала |        |
| Марина Масленко      | 4 х 400 м     | 3:30,03 НР   | Нису завршиле трку | Нису завршиле трку |                       |                       | Није се квалификовала | Није се квалификовала |        |
| Татјана Хаџумурадова | 4 х 400 м     | 3:30,03 НР   | Нису завршиле трку | Нису завршиле трку |                       |                       | Није се квалификовала | Није се квалификовала |        |
| Марина Аитова        | Скок увис     | 1,99         | 1,89               | 9. у гр. Б         |                       |                       | Није се квалификовала | 18 / 27 (29)          |        |
| Олга Рипакова        | Троскок       | 15,25        | 14,33 кв           | 3. у гр. Б         | 14,89                 |                       |                       |                       |        |
| Ирина Ектова         | Троскок       | 14,48        | 14,01              | 9. у гр. А         | Није се квалификовала | 17 / 34               |                       |                       |        |